# Пам'ятник Суворову (Азов)
Пам'ятник Суворову (рос. Памятник Суворову) — пам'ятник російському полководцю, генералісимусу Олександру Васильовичу Суворову в місті Азов Ростовської області. Встановлений у 2014 році на території пам'ятки військово-інженерного мистецтва XVIII століття «Азовський пороховий льох» в місті Азові.

## Історія
У Ростовській області встановлено близько десятка пам'ятників полководцеві О. В. Суворову. Його ім'ям названі вулиці та навчальні заклади. Ім'я Суворова також нерозривно пов'язане з історією міста Азова. У 1778-1779 роках О. В. Суворов інспектував будівництво Азово-Моздокської лінії оборонних споруд, закладеної після російсько-турецької війни 1768-1774 років. Кілька разів він відвідував Азовську фортецю. Основні операції в російсько-турецькій війні проводилися під командуванням Суворова.
За клопотанням О. В. Суворова перед імператрицею Катериною II, кримські вірмени осіли на Дону. Тут вони заснували місто Нахічевань-на-Дону, села Крим, Чалтирь, Великі Сали, Султан-Сали, Несветай.
19 липня 2014 року в місті Азов, як данину поваги російському полководцю, був встановлений пам'ятник Суворову. Дата відкриття пам'ятника було приурочено до часу остаточного приєднання Азова до Російської імперії. Пам'ятник встановлено на території пам'ятки військово-інженерного мистецтва XVIII століття «Азовський пороховий льох» у місті Азові.

## Опис
Пам'ятник являє собою погруддя Суворова, встановлений на прямокутному постаменті. Погруддя полководця Суворова був споруджений в рамках проекту «Алея Російської слави». Пам'ятник з погруддям встановлений поруч з пам'ятником військово-інженерного мистецтва 18 століття — пороховим льохом. Поряд з пороховим льохом стоїть будинок, де свого часу зупинявся полководець. На постаменті погруддя написані слова: «Суворов Олександр Васильович Суворов 1730-1800. Великий російський полководець, Генералісимус, князь Італійський, граф Римнікський». По боках монумента закріплені дошки і описом діяльності Суворова. Біля пам'ятника встановлено дві старовинні гармати.
Пам'ятник Суворову виготовлений у місті Кропоткін і переданий в дар Азовського історико-археологічному та палеонтологічному музею-заповіднику.